# Dipalmitoilfosfatidilholin
Dipalmitoilfosfatidilholin (DpPC) je fosfolipid (i lecitin) koji se sastoji od dve palmitinske kiseline. On je glavni konstituent plućnog surfaktanta. On je takođe jedina površinski aktivna komponenta plućnog surfaktanta sa sposobnošću snižavanja površinskog napona do skoro nultih nivoa. DpPC se sintetiše uglavnom putem remodelovanja fosfatidilholina. Smatra se da lizofosfatidilholin (lysoPC) aciltransferaza ima kritičnu ulogu u njegovoj sintezi. Identitet ove aciltransferaze do sad nije bio potvrđen. Dipalmitoilfosfatidilholin je izuzetak u „pravilu palca“ po kome su biološki fosfolipidi sintetisani sa zasićenim mastima u R1 poziciji i nezasićenim u R2 poziciji.
On se isto tako koristi u istraživanjima za studiranje lipozoma, lipidnih dvoslojeva, modelovanje bioloških membrana i u formiranju rekonstituisanih HDL (rHDL) čestica.